# بردگوری کوه نازی
بردگوری کوه نازی در شهرستان کوهرنگ، بخش بازفت، روستای نازی واقع شده و این اثر در تاریخ ۲۴ فروردین ۱۳۸۲ با شمارهٔ ثبت ۸۲۰۲ به‌عنوان یکی از آثار ملی ایران به ثبت رسیده است.